# 卑語

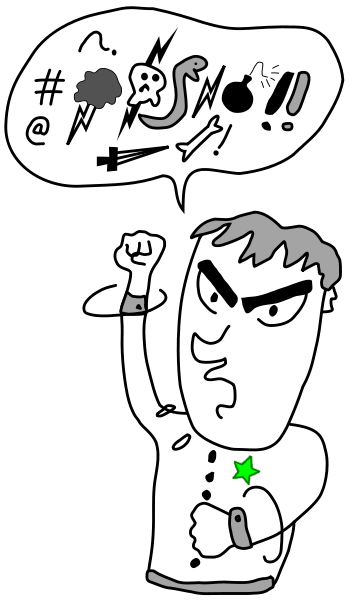
漫画で悪口はスクリーニングのために一般的に図や動作、記号に置き換えられる。

卑語（ひご、英語: swear words）とは、現代では下品な言葉、卑猥な言葉をいう。もとは田舎の言葉、または世俗の言葉（鄙言：ひげん）の意であった。しばしば侮蔑の感情を含んだり、怒りを伝える罵詈雑言、罵倒語となることもあり、合わせて「卑罵語」（英語: profanity）と呼ばれる。改まった場ではもちろん、人前で用いるのは慎むべきとされる。

## 概要
多くの言語で、性器、性交、排泄物、精液、臀部・肛門、乳房に関する俗語(スラング)の多くが相当する。同じものを指しても、陰茎、膣、糞便などの医学用語を使うと卑語として働かなくなる。
排泄物や性器に関する言葉の一部は、親が使うのを禁止するのをおもしろがり、あるいは排泄行為を気持ちよく感じて、幼児がよく発する。
多くの単語は放送禁止用語扱いであり、新聞・雑誌などでは「f**k」、「ち⚪︎こ」などのように、伏字で書かれる事がしばしばである。中国語、広東語では似た音の別の漢字に書き換えたり、偏旁を取って書き換えたりということも行われる。また、多くの場合、オンラインゲームのチャットや電子掲示板では使用禁止ワードとなっている。
人名や外国の地名、区切りを変えた異分析などで、卑語を連想させるものは嘲笑の対象となることが多い（例：紅萬子、キンタマーニ、雲黒斎 など）。
日本語においては性的関連語を、その文言が字数が四文字のものが多く、また字面として角の少なく曲率の大きな画を多用される所から、"丸味四文字"ともいう。後述される英語の語彙の"four letter words（四文字語）"との共通点がある所に注意。
また、いわゆる"世俗語"の領域にも含まれるが、一部の社会においてある特定の条件の要素を持つ場合に、それを卑下して使用するものがある。

## 日本語における卑語
以下のような例が相当する。
- 性器関連 - ちんぽ、ちんちん、まんこ、おめこ、きんたま、（九州の一部などで）ぼぼ
- 性交関連 - 犯す、こます、いてこます、かまをほる
- 臀部 - けつ
- 排泄物 - くそ、うんこ、しっこ
- 嗜好・思想・社会関連 -えた、非人、部落、厨奸

その他、外見・体質・機能的な差異を貶める場合があり、ハゲ（禿）、でべそ、片輪、唖、いざりなどと卑語扱いされ得るものは枚挙にいとまがなく、また地方によっては共通語に存在しない卑語がある事もあり注意が必要である。歴史的に有名な所では野口英世の幼少時にあだ名された"てんぼう"は"手ん棒"の意味であり、これも卑語である。ほか、自動車のナンバーや電話番号などで、「1919」＝イクイク、などは、特に女性に嫌われ、使われない。
また日本では官能小説の発展により一つの事柄、状態を表すのにいくつもの湾曲な表現が生み出されており、2006年には『官能小説用語表現辞典』（永田守弘著、ちくま文庫）が発売。著者の永田は直接的な性的卑語は戦後まもなくは検閲対象になっていたので回避のため比喩表現が豊かになったと推察している。

### 淫語もの
アダルトビデオにおいてはあえて卑語を発する「淫語もの」というジャンルが存在する。いやらしい言葉を言ったり言わされたりするロールプレイ作品の俗称である。官能小説、エロ漫画説といった文化で傾向はあったものの、アダルトメディア研究科の安田理央は1996年発売の『一期一会 淫語』（エムズビデオグループ、松本和彦監督）のヒットで定着したと筆致している。ライターでAVプロデューサーのいんごまは2000年から2010年代までに職人的な企画単体女優が増え、彼女らが淫語やレズ作品が得意だったこともあり作品数も増えたと分析。いんごまは南智子を「淫語ものの開祖」（当時は言葉攻めと呼称された）と位置付けている。作品台本については最低限これは言ってほしいというリストを見せて女優に見せるが、大部分はアドリブであり、女優に語彙力などにより得意不得意が生じる。またいんごまによれば初期淫語作品は「女王様的、痴女的な淫語」がメインであったが、2020年代に入ると『小悪魔挑発』『甘サド』と呼ばれる甘えながら男性を小馬鹿にする、揶揄うようなものが急増した。

## 英語における卑語
- asshole（アスホール） - （直訳すると肛門）
- four letter words（四文字語） - 英語では、4文字の単語が多い（shit, cunt, fuck, suckなど）ことから、俗に四文字語と呼ばれる。
- seven dirty words - shit, piss, fuck, cunt, cocksucker, motherfucker, tits の総称。

## 東欧諸語における卑語
ロシア語における卑語の表現は豊富であるが、基本的には以下の4つの言葉の変形である。ソ連期の辞書には載っていないこともある。2014年、ロシア政府はこの4つの言葉を放送禁止用語に指定した。
- хуй（フイ） - おちんちん。例：2014年のウクライナ東部紛争期間にウクライナ政府を支持するウクライナ人は『プーチン・フイロ!』というスローガンを作り出した。
- пизда́（ピズダー） - おまんこ。
- ебать（イバーチ） - 「性交」の俗語。
- блядь（ブリャーチ） - 娼婦。

また、ポーランド、チェコやハンガリー周辺で最も広く使われる卑語は「クルヴァ」（ポーランド語: kurwa、チェコ語・スロバキア語・ハンガリー語：kurva、「娼婦」の意味）であり、日常的な会話でも頻繁に出現する。